# گیلان کلوکه
گیلان کلوکه (فرانسوی: Ghislain Cloquet‎؛ ۱۸ آوریل ۱۹۲۴ – ۲ نوامبر ۱۹۸۱) یک مدیر فیلم‌برداری اهل بلژیک بود.

## جوایز
وی برنده جوایزی همچون جایزه اسکار بهترین فیلمبرداری شده است.

## بخشی از فیلم‌شناسی
- ۱۹۵۵: شب و مه - آلن رنه
- ۱۹۶۰: حفره - ژاک بکر
- ۱۹۶۳: امید واهی - لویی مال
- ۱۹۶۶: ناگهان بالتازار - روبر برسون
- ۱۹۶۷: موشت - روبر برسون
- ۱۹۶۸: بنجامین - میشل دوویل
- ۱۹۶۹: زن نازنین - روبر برسون
- ۱۹۷۹: تس - رومن پولانسکی